# Mauro Trentini

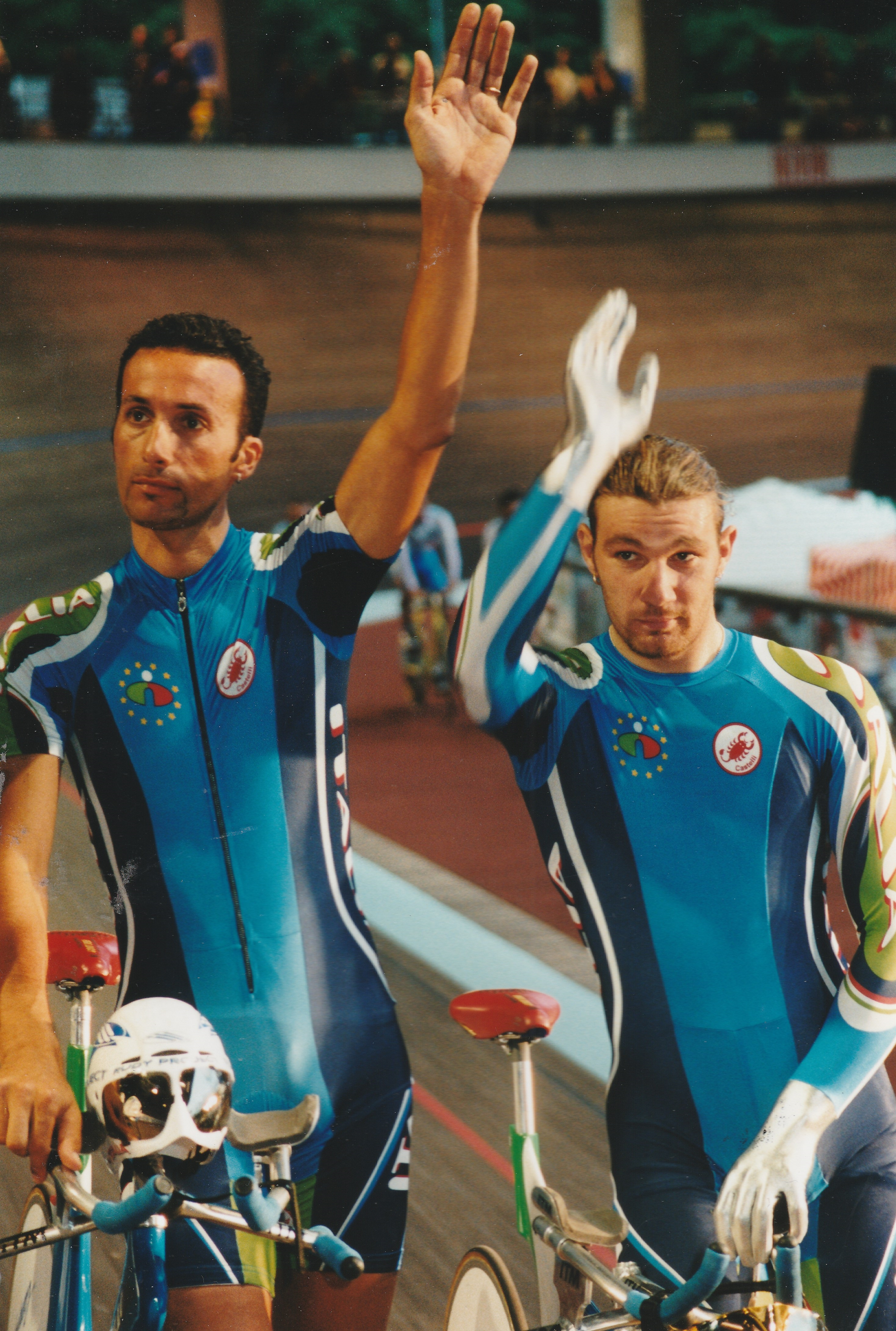
Mauro Trentini (r.) mit Andrea Collinelli

Mauro Trentini (* 12. September 1975 in Trient) ist ein ehemaliger italienischer Radrennfahrer.
1993 wurde Mauro Trentini Junioren-Vizeweltmeister im Punktefahren. 1996 wurde er mit dem italienischen Bahn-Vierer (Adler Capelli, Cristiano Citton und Andrea Collinelli) bei den Bahn-Weltmeisterschaften in Manchester Weltmeister in der Mannschaftsverfolgung. Dabei stellte das Team im Halbfinale mit 4:00,958 Minuten einen neuen Weltrekord auf. Bei den Olympischen Spielen in Atlanta im selben Jahr belegte der italienische Vierer Rang vier. 1999 wurde Trentini bei der Bahn-WM in Berlin Dritter in der Einerverfolgung. Kurz vor den Olympischen Spielen 2000 wurde bei Trentini bei einer Trainingskontrolle ein zu hoher Hämatokrit-Wert festgestellt, weswegen er in Sydney nicht startete.